# Stor-Örasjön
Stor-Örasjön är en sjö i Bräcke kommun i Jämtland och ingår i Ljungans huvudavrinningsområde. Sjön har en area på 0,194 kvadratkilometer och ligger 391,3 meter över havet. Sjön avvattnas av vattendraget Tivsjöån (Öraån).

## Delavrinningsområde
Stor-Örasjön ingår i det delavrinningsområde (695711-151147) som SMHI kallar för Utloppet av Stor-Örasjön. Medelhöjden är 435 meter över havet och ytan är 14,16 kvadratkilometer. Det finns inga avrinningsområden uppströms utan avrinningsområdet är högsta punkten. Tivsjöån (Öraån) som avvattnar avrinningsområdet har biflödesordning 4, vilket innebär att vattnet flödar genom totalt 4 vattendrag innan det når havet efter 120 kilometer. Avrinningsområdet består mestadels av skog (94 procent). Avrinningsområdet har 0,28 kvadratkilometer vattenytor vilket ger det en sjöprocent på 2 procent.